# Natalia Malek

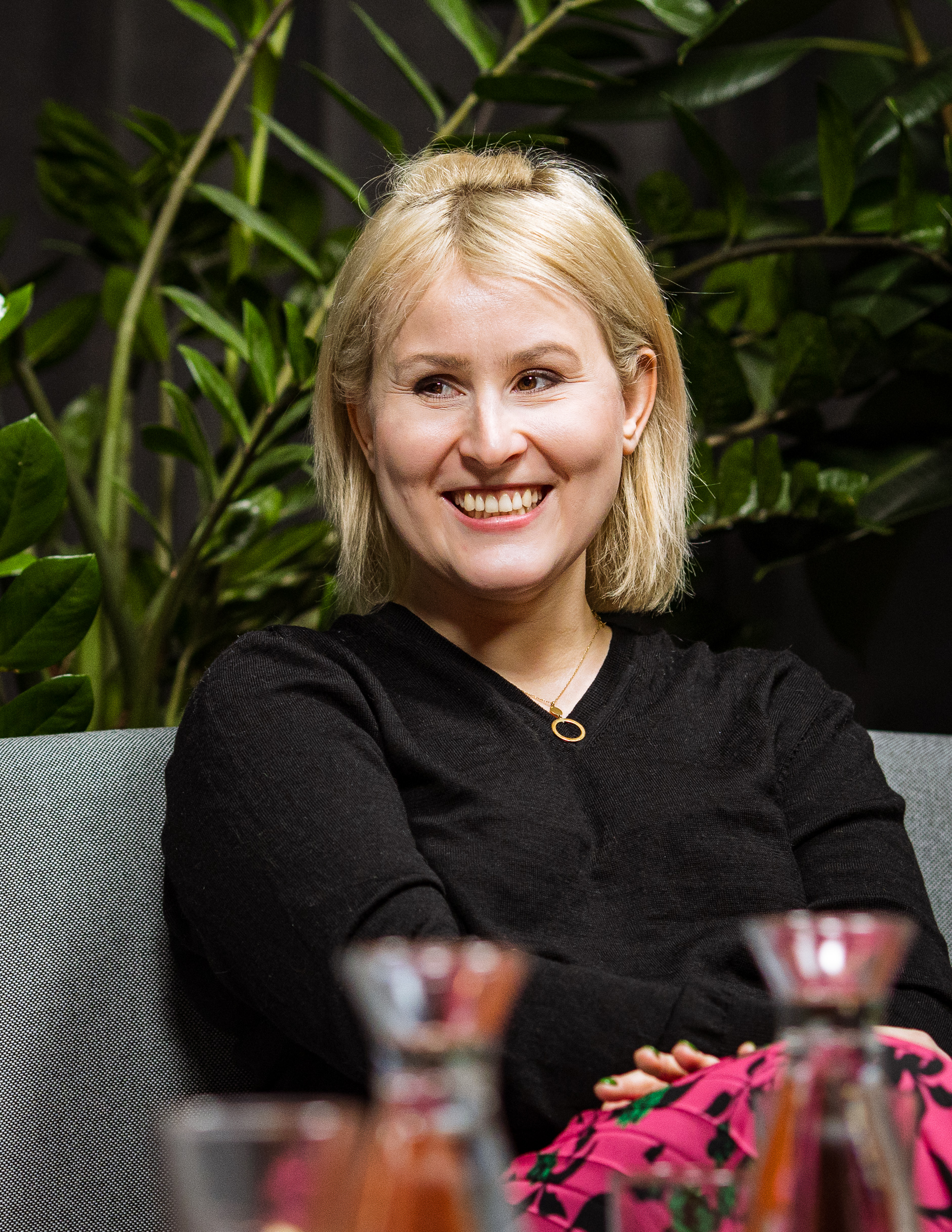
Natalia Malek

Natalia Malek (* 1988) ist eine polnische Lyrikerin und Übersetzerin.

## Leben
Malek absolvierte ein Studium der Anglistik. Ihre Gedichte und Artikel erschienen unter anderem in den Zeitschriften Res Publika Nowa, Odra, Rita Baum, Lampa, Topos, Arterie und Bliza.
Sie wohnt in Warschau.

## Publikationen
- Pracowite popołudnia, 2010
- Szaber, 2014
- Kord, 2017
- Karapaks, 2020

## Nominierungen und Auszeichnungen
- 2015: Finalistin des Literaturpreises Gdynia in der Kategorie Lyrik mit Szaber
- 2018: Finalistin des Wisława-Szymborska-Preises mit Kord
- 2018: Finalistin des Literaturpreises Gdynia in der Kategorie Lyrik mit Kord
- 2021: Literaturpreises Gdynia in der Kategorie Lyrik für Karapaks